# 鄒祥
鄒祥（1441年—？），字元吉，山東濟南府德州人，民籍，明朝政治人物。

## 生平
山東鄉試第十九名舉人。成化十七年（1481年）中式辛丑科會試第一百八十六名，三甲第五十六名進士。授直隸欒城縣（今河北省石家莊市欒城區）知縣，升員外郎。

## 家族
曾祖鄒仲德；祖父鄒名遠；父鄒彬，母孫氏。慈侍下。